# Університет (станція метро, Харків)
«Університе́т» — 15-та станція Харківського метрополітену. Розташована на Салтівській лінії між станціями «Історичний музей» і «Ярослава Мудрого». Відкрита 10 серпня 1984 року.

## Історія
Введена в експлуатацію 10 серпня 1984 року під назвою «Дзержинська» (бо розташований над нею майдан мав назву площі Дзержинського). 27 серпня 1991 року станцію було перейменовано на «Університет», на честь розташованого поруч Харківського національного університету ім. В. Н. Каразіна, а також демонтовано металеву композицію з бюстом Дзержинського (відповідно до першої назви станції), яку було розміщено на стіні над ескалаторами при вході на платформу.

## Конструкція
Колонна трипрогінна мілкого закладення з острівною платформою.

## Колійний розвиток
Станція без колійного розвитку.

## Розташування та пересадки
Одна із чотирьох станцій (разом зі станціями «Метробудівників», «Перемога» і «Наукова») у Харківському метрополітені, що мають два поверхи. Один із балконів закритий для проходу, інший — слугував підземним пішохідним переходом під майданом (наразі закритий). Але обидва балкони були відкриті для відвідувачів під час концерту симфонічного оркестру в ніч з 19 на 20 квітня 2009 року.
Сполучена підземним переходом із сусідньою станцією Олексіївської лінії «Держпром», відкритою 6 травня 1995 року.
Станція розташована в центрі міста під майданом Свободи. Один із виходів орієнтовано на північ — до Саду ім. Шевченка, обласного палацу дитячої й юнацької творчості, головного корпусу Харківського національного університету ім. В. Н. Каразіна. Інший — на південь, але його підземні переходи виходять як до того ж Саду ім. Шевченка й обласного палацу дитячої й юнацької творчості (біля Сумської), так і на майдан Свободи й до проспекту Незалежності. Останній вихід є критим і зветься традиційно рос. «Стекляшка».

### Транспорт
Поруч зі станцією є зупинки трамваю № 12, тролейбусів № 2 і 18, а також автобусів № 20, 33, 65, 77, 78, 88, 119, 202, 215, 217, 245, 270, 278, 296 і 303. Також курсує автобус по маршруту Станція метро «Університет» — Супермаркет «Рост».

## Цікавинки

### «Стекляшка»
Єдиний вихід зі станції до проспекту Незалежності засклено, тому він отримав назву «Стекляшка» й є традиційним місцем зустрічей, як, наприклад, й «Градусник».
У вересні 2006 року на зупинці громадського транспорту біля «Стекляшки» було влаштовано так зване «День Стекляшки». На мініатюрній сцені було створено мапу світу з наклеєних жетонів метро. Також було запропоновано закласти камінь енергетичного джерела любові (бо «Стекляшка» є місцем побачень) і перейменувати тролейбусну зупинку в «Стекляшку», але традиційним свято не стало.
Навесні 2007 року «Стекляшка» була закрита за причин планового ремонту стелі, металеві пластини якої поржавіли й їх було оновлено.
У серпні 2009 року на склі «Стекляшки» з'явилися зображення силуетів молодих людей, виконані білою та срібною фарбами молодими місцевими дизайнерами.

### Концерт симфонічного оркестру
У ніч з 19 на 20 квітня 2009 року (з 00:30 до 02:00) вперше в історії України й Європи на платформі станції відбувся концерт академічного симфонічного оркестру Харківської обласної філармонії під керівництвом Юрія Янка й академічного хору імені В'ячеслава Палкіна.
У програмі концерту були класичні твори та мелодії з популярних радянських кінофільмів. Вхід для глядачів на платформу та обидва балкони був вільним. Для безпеки по обидві сторони платформи під час концерту стояли поїзди. Близько 6 000 харків'ян побували на цій події. Після концерту по всіх лініях метрополітену були пущені поїзди, щоб розвезти відвідувачів на потрібні станції. Сам концерт транслював в прямому ефірі харківський телеканал «Р1».

### Символ нічної виснажливої підземної праці
В ніч із 7 на 8 серпня 2009 року в підземному переході станції на виході в бік «Стекляшки», на честь 34-річчя відкриття Харківського метрополітену, було встановлено так званий «Символ нічної виснажливої підземної праці», виготовлений працівниками підприємства в вільний від роботи час із металобрухту, що «втілює їхню трудову діяльність». У перші дні на ньому не було пізніше доданої таблички «Символ нічної виснажливої підземної праці!», що викликало бурхливе обговорення . Металева скульптура розташована в переході тимчасово, бо, зокрема, встановлена на шляху евакуації пасажирів без узгодження із МНС. Зокрема, під час святкування Дня міста та свята незалежності 23-24 серпня 2009 року скульптуру було демонтовано, але згодом повернуто. Але вже 31 серпня 2009 року управління з організації пожежної охорони в метрополітені направило начальникові метрополітену листа з вимогою демонтувати «статую». 3 лютого 2010 року скульптуру булу демонтовано метрополітеном.

### Барельєфсвятої Тетяни
25 січня 2011 року, з нагоди Дня святої Тетяни, у вестибюлі станції був відкритий барельєф святої Тетяни. Ідея встановлення барельєфу виникла на початку 2010 року у колишнього (трагічно загиблого) керівника Харківського метрополітену Сергія Мусеєва. На композицію пішло близько 150 кг бронзи. Авторами барельєфу є харківські художники-монументалісти Роман Мінін, Роман Блажко та Антон Шестеріков. Барельєф зроблений в ніші з прохолодною золотою підсвіткою.

## Галерея

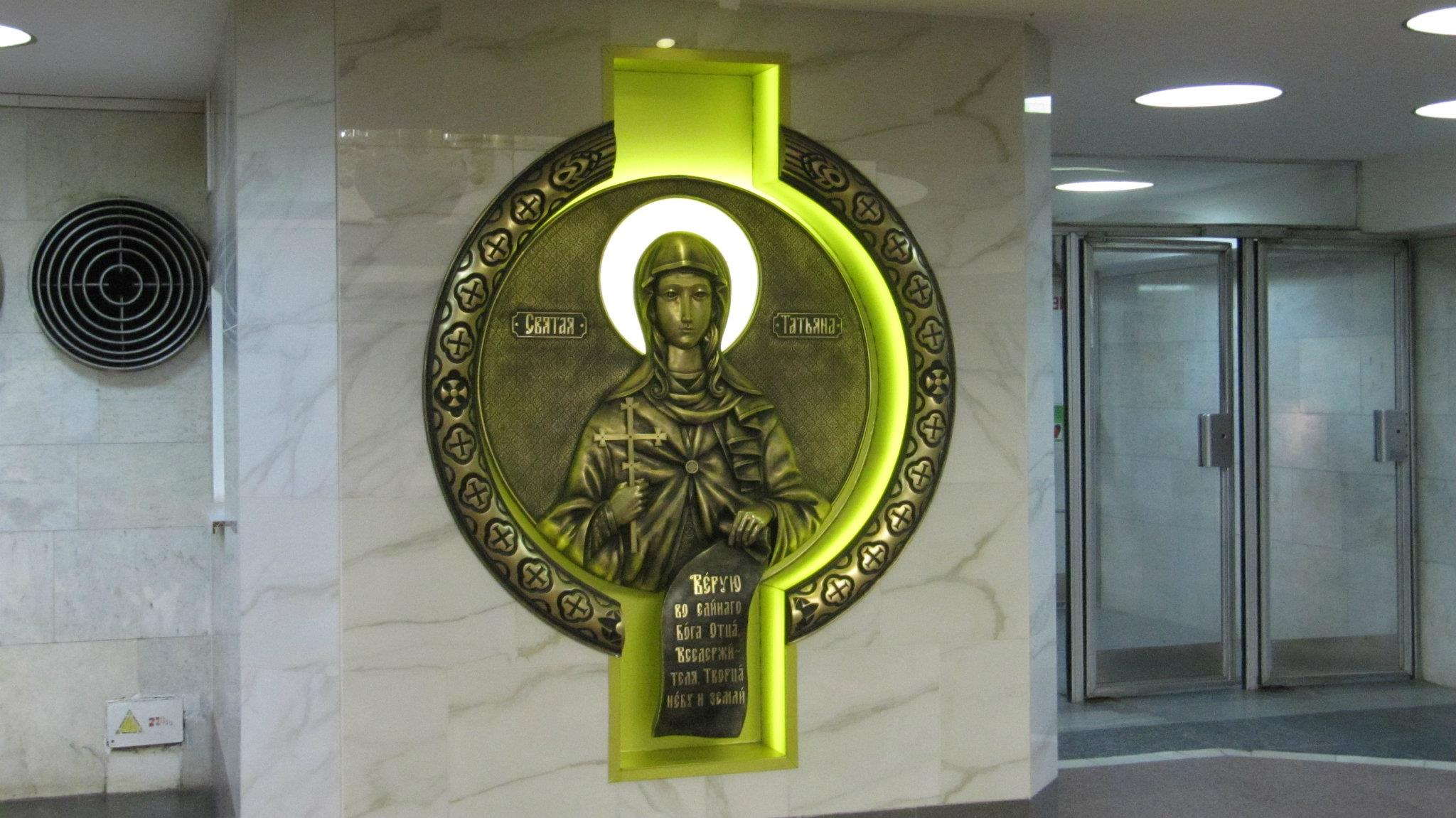
Барельєф святої Тетяни, знаходиться при виході з платформи в сторону Харківського національного університету
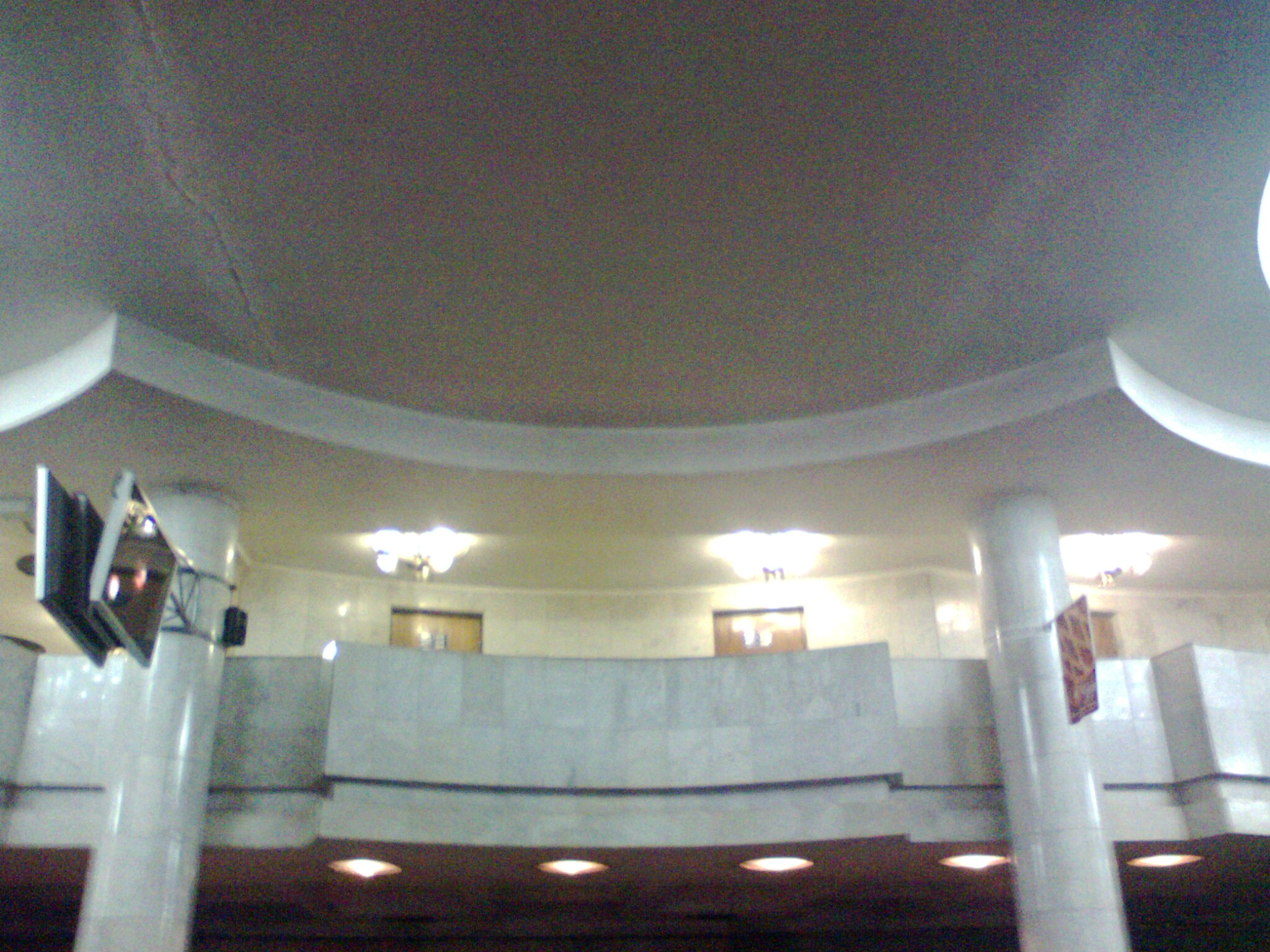
Другий поверху станції (ліворуч — рекламний телевізійний екран), 2007 рік
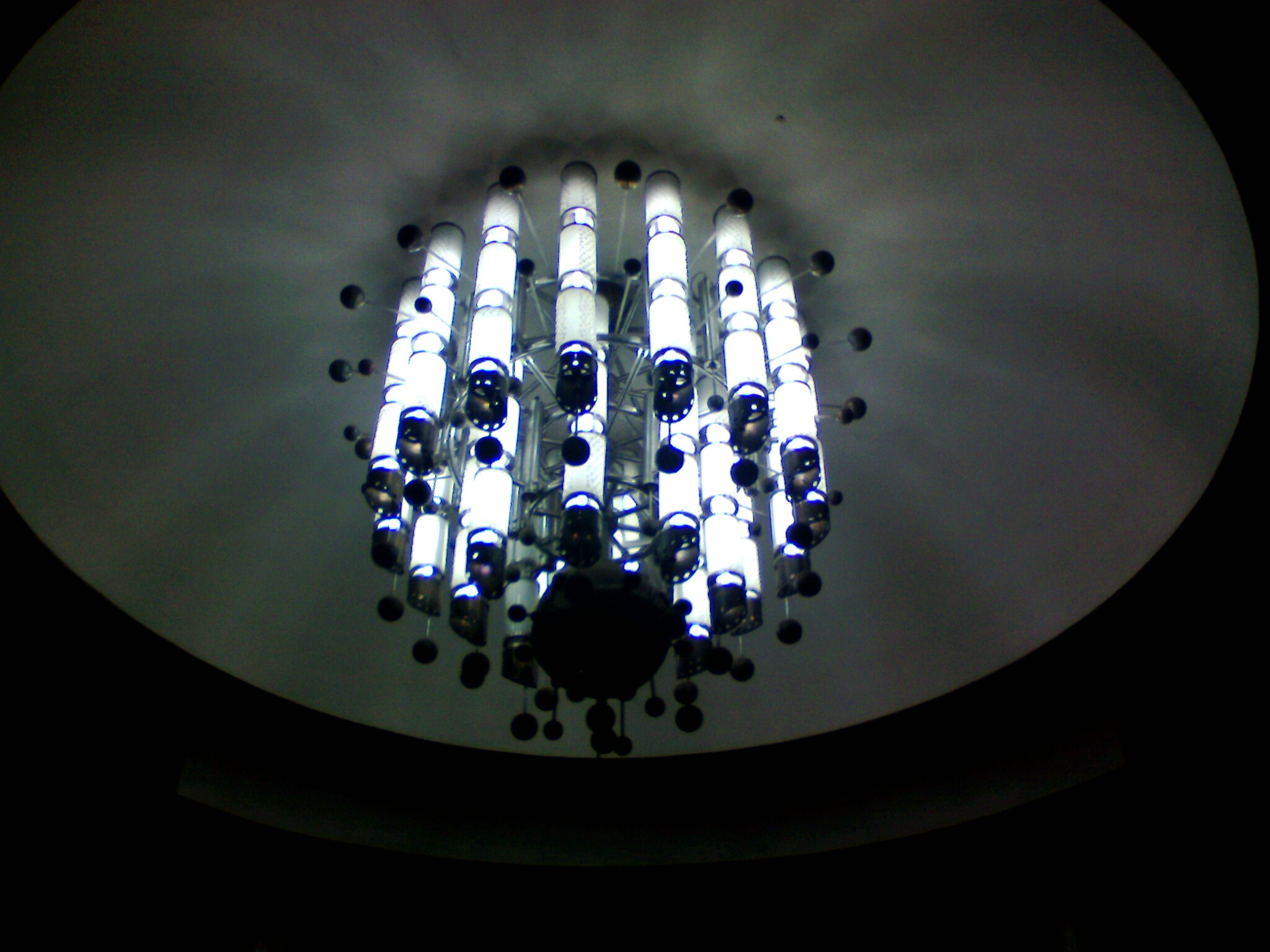
Складна та неординарна конструкція люстри, 2007 рік
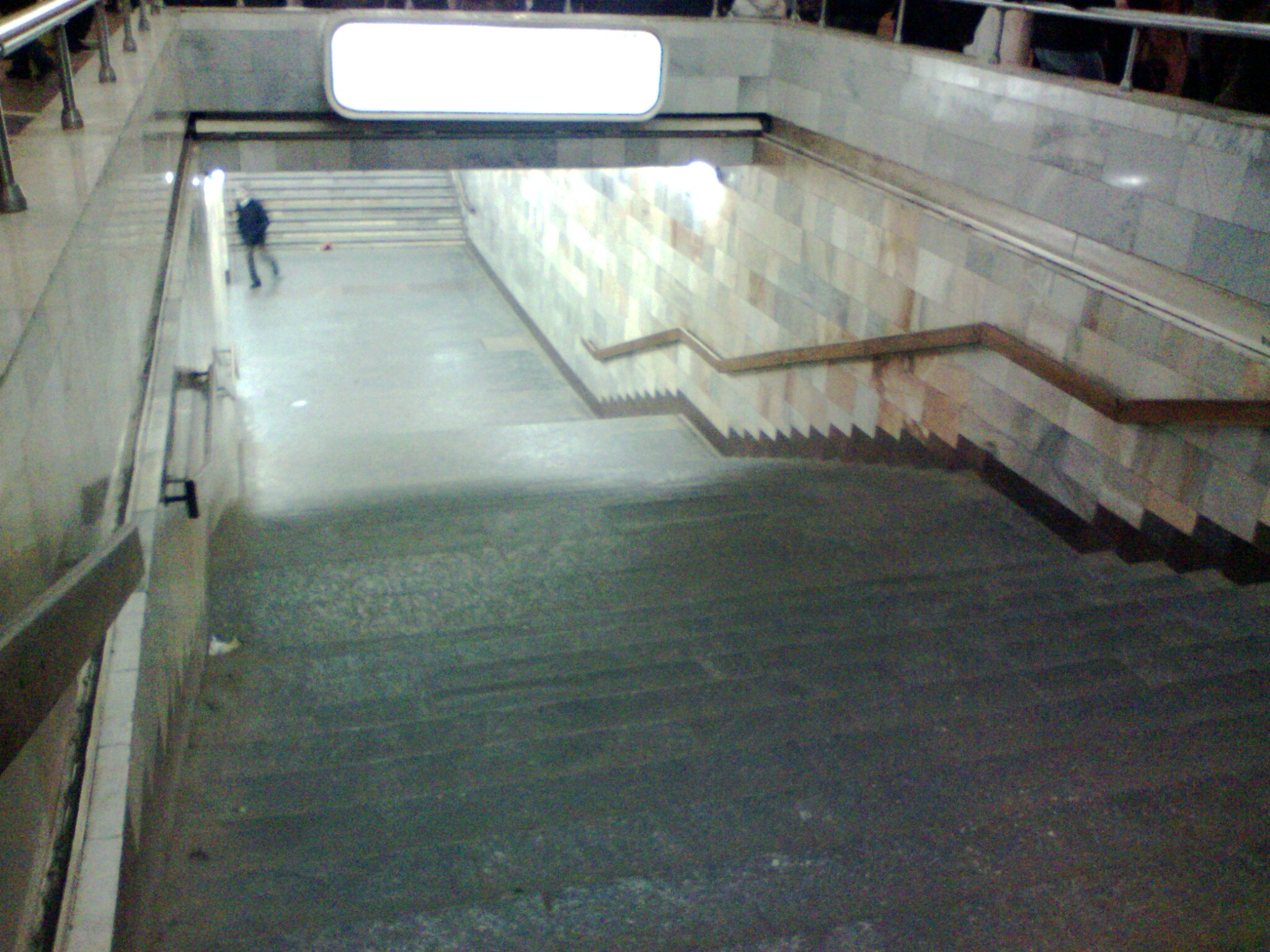
Перехід до станції «Держпром», 2007 рік
Скульптура «Символ нічної виснажливої підземної праці», 2009 рік
Силуети молодих людей виконані білою та срібною фарбами, нанесені на скло «Стекляшки», 2009 рік
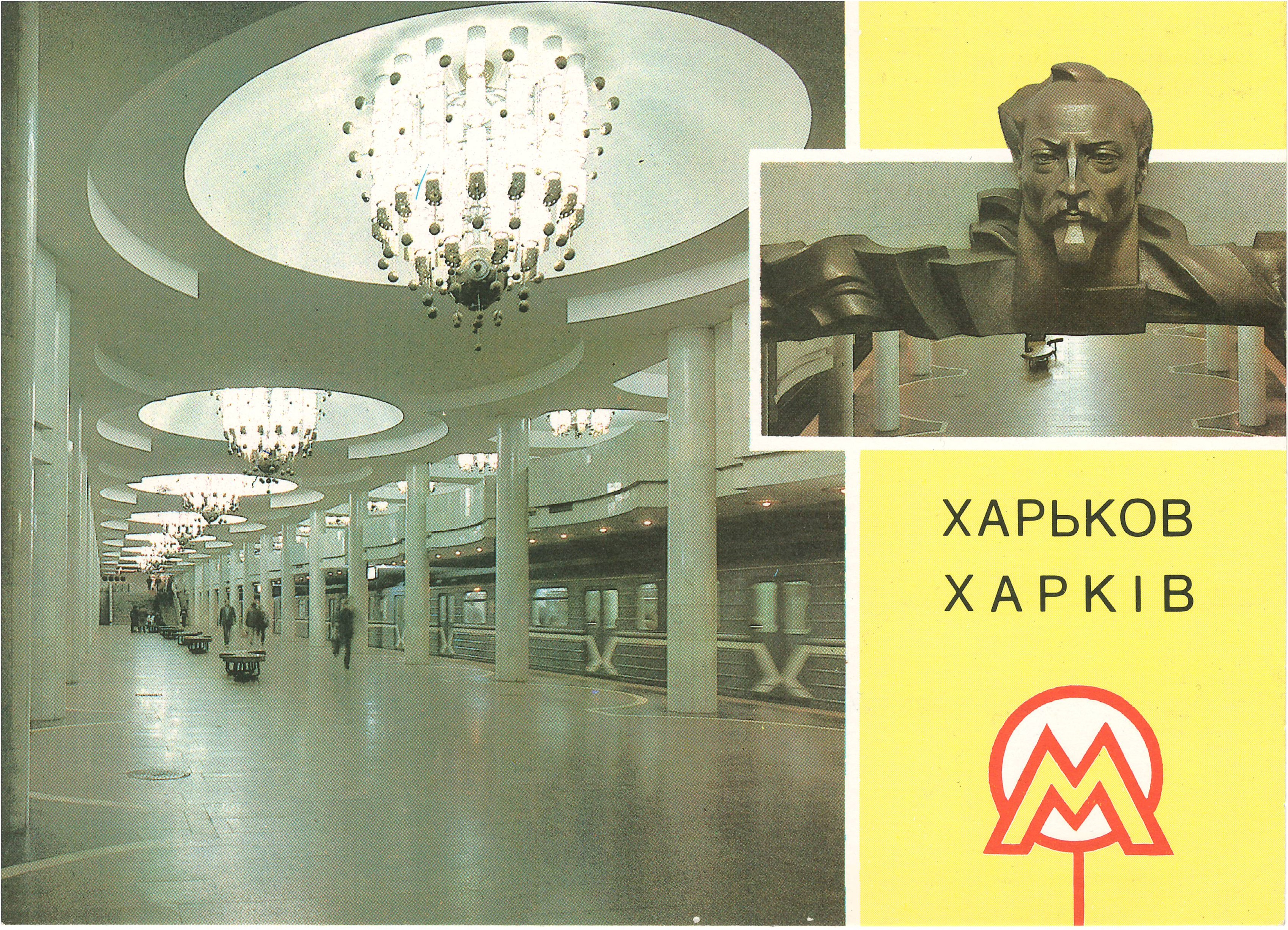
Первинний вигляд станції «Університет», 1986